# Toronto Film Critics Association
La Toronto Film Critics Association (TFCA) est une association canadienne de critiques de cinéma, basée à Toronto (Ontario) au Canada et fondée en 1998.
Elle remet chaque année  les Toronto Film Critics Association Awards (TFCA Awards), qui récompensent les meilleurs films de l'année.

## Catégories de récompense
- Meilleur film
- Meilleur réalisateur
- Meilleur acteur
- Meilleure actrice
- Meilleur acteur dans un second rôle
- Meilleure actrice dans un second rôle
- Meilleur premier film
- Meilleur scénario
- Meilleur film en langue étrangère
- Meilleur film d'animation
- Meilleur film documentaire
- Rogers Canadian Film Award